# テヘラン・メトロ5号線
テヘラン・メトロ5号線（ペルシア語: خط ۵ مترو تهران）は、イランの首都・テヘランの都市鉄道であるテヘラン・メトロの1路線。テヘランと郊外都市を結ぶ都市間近郊鉄道であり、経由都市であるキャラジではキャラジ・メトロ1号線としても位置付けられている。

## 概要
1999年5月に営業運転を開始した、テヘラン・メトロ最初の系統。テヘラン西部のテヘラン・サーデギーイェ駅とキャラジのキャラジ駅を結ぶ区間が最初の区間であり、その後2004年にキャラジ駅 - ゴルシャフル駅までの区間が延伸され、2011年以降はハシュトゲルドのシャヒド・セパボッド・カセム・ソレイマニ駅までの建設工事が行われ、2019年12月に開通している。

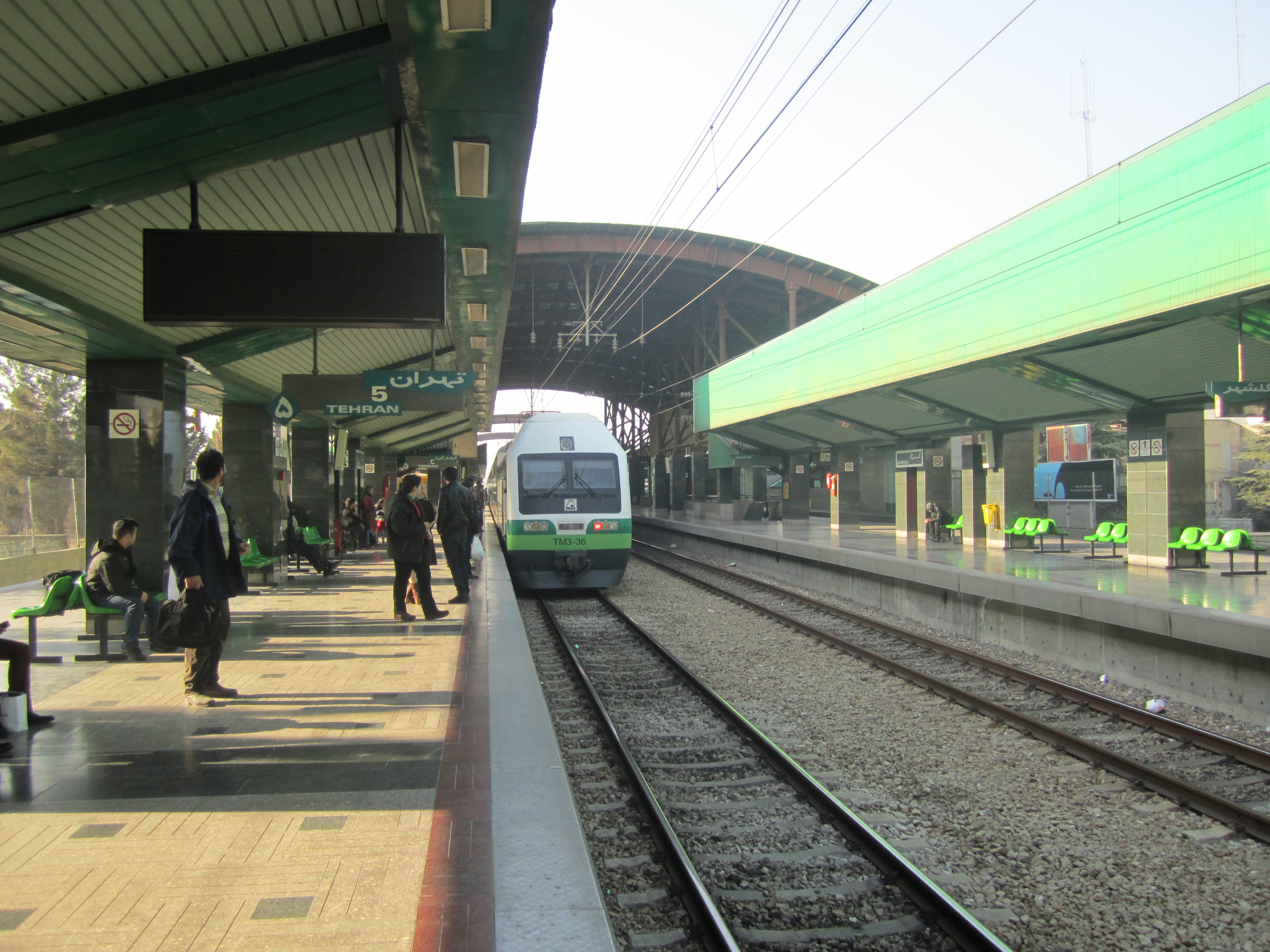
キャラジ駅に停車する列車（2015年撮影）

## 路線
前述した2019年の延伸以降、テヘラン・メトロ5号線は以下の区間で営業運転を行っている。
| 写真 | 駅名                                         | 接続交通機関          | 備考・参考            |
| ---- | -------------------------------------------- | --------------------- | --------------------- |
|      | Tehran (Sadeghiyeh) صادقیه                   | テヘラン・メトロ2号線 |                       |
|      | Eram-e Sabz ارم سبز                          | テヘラン・メトロ4号線 |                       |
|      | Varzeshgah-e Azadi ورزشگاه آزادی             |                       |                       |
|      | Chitgar چیتگر                                |                       |                       |
|      | Iran Khodro ایران خودرو                      |                       |                       |
|      | Vardavard وردآورد                            |                       |                       |
|      | Garmdarreh گرم‌دره                            |                       | キャラジ・メトロ1号線 |
|      | Atmosfer اتمسفر                              |                       | キャラジ・メトロ1号線 |
|      | Karaj کرج                                    |                       | キャラジ・メトロ1号線 |
|      | Mohammad Shahr (Mahdasht) محمدشهر            |                       | キャラジ・メトロ1号線 |
|      | Golshahr گلشهر                               |                       | キャラジ・メトロ1号線 |
|      | Mammut ماموت                                 |                       |                       |
|      | Shahid Sepahbod Qasem Soleimani شهید سلیمانی |                       |                       |

## 車両

### 機関車
テヘラン・メトロ5号線で使用されている動力車は、現在の中国中車株洲電力機車が製造した電気機関車である。全形式とも片運転台式で、客車編成の前後に連結されるプッシュプル編成を組む。各車両には機関車用の電気機器に加え、客車に電力を供給可能なインバータが設けられている。2009年時点で、5号線には以下の形式の電気機関車が使用されている。
- TM1形 - 開通に先駆けた1997年以降導入。中国企業が製造した初の国外向け電気機関車となった[4]。
- TM2形 - 2002年に導入。
- TM3形（中国語版） - 2009年から2010年にかけて導入。

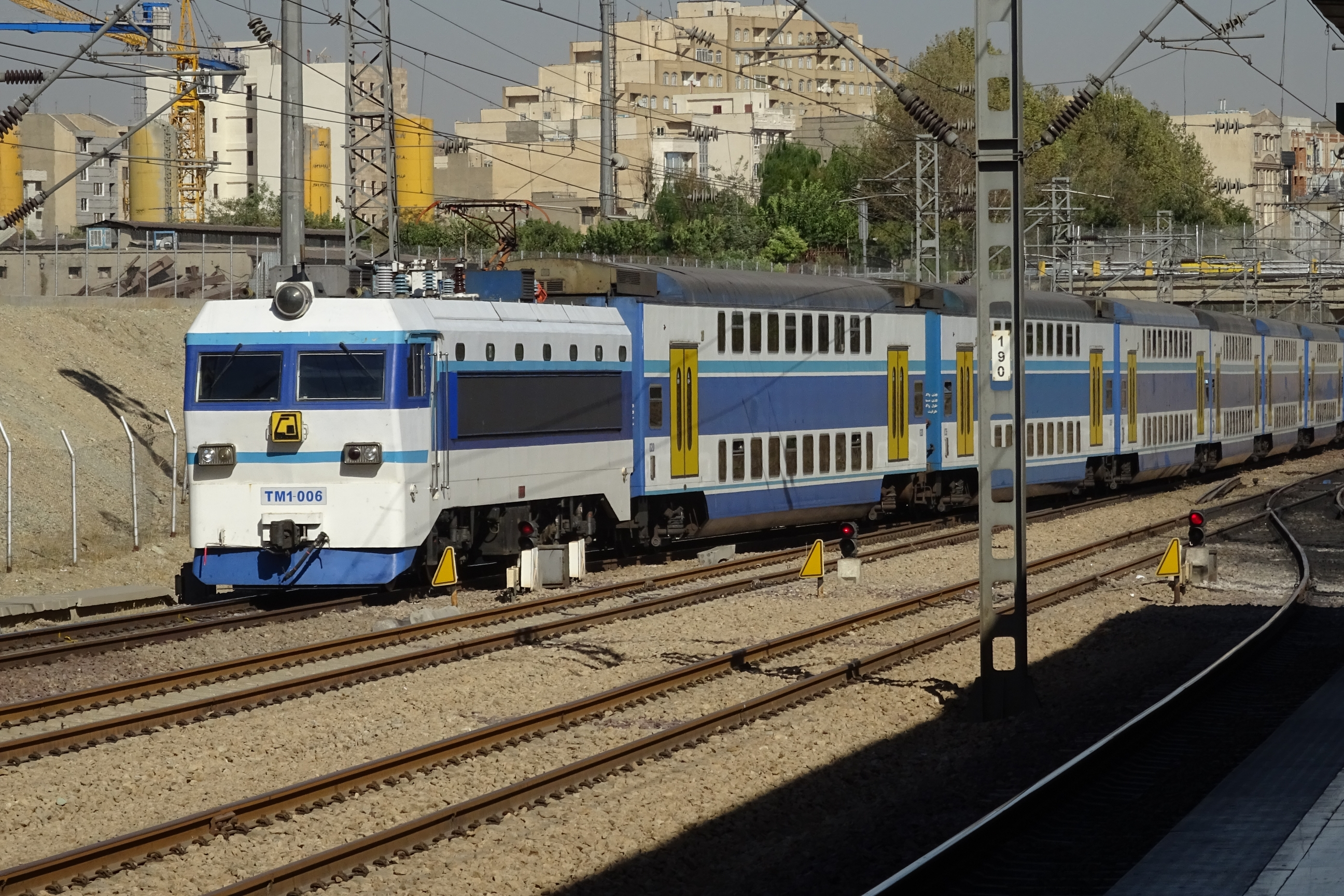
TM1形（2014年撮影）
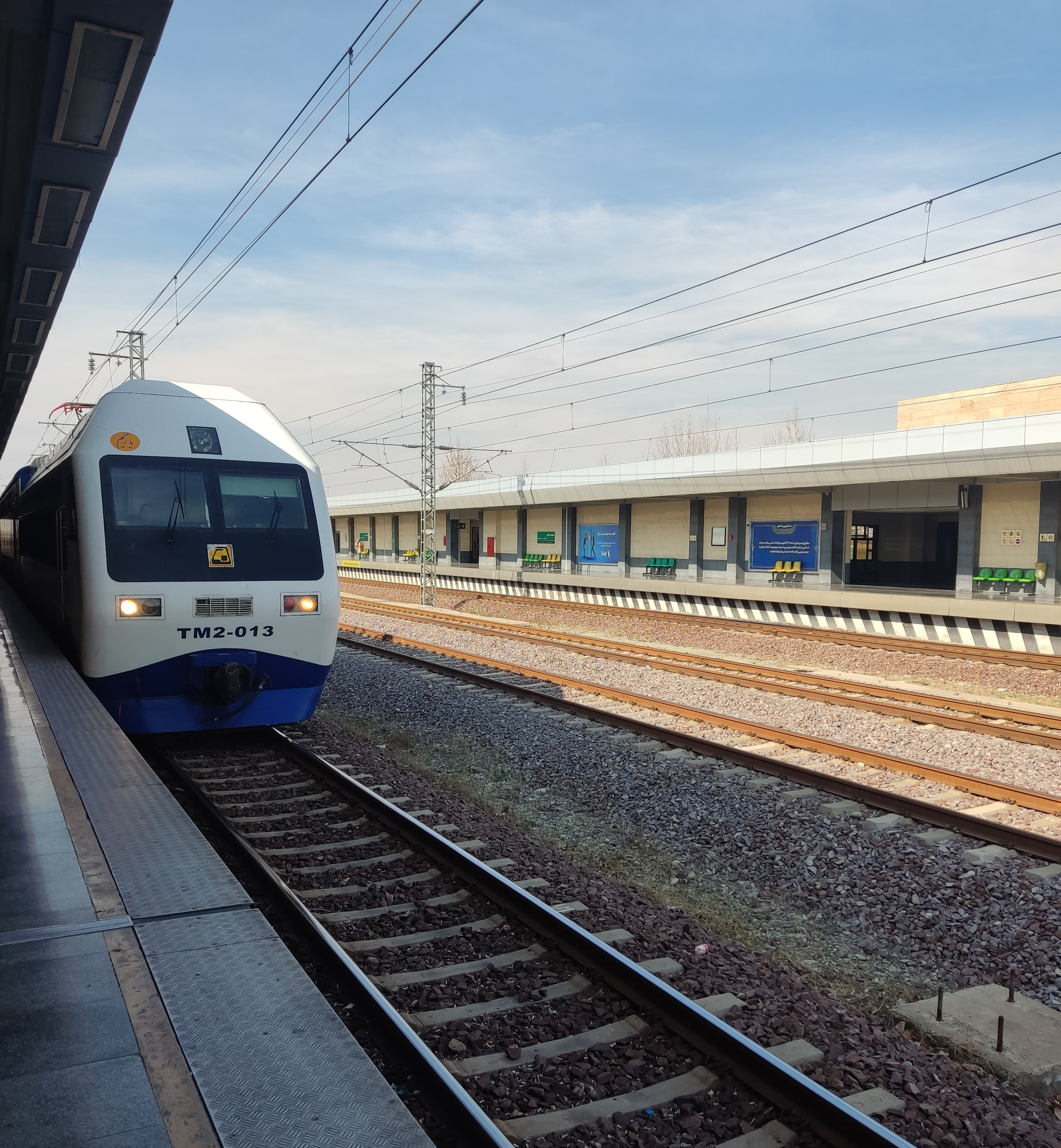
TM2形（2024年撮影）
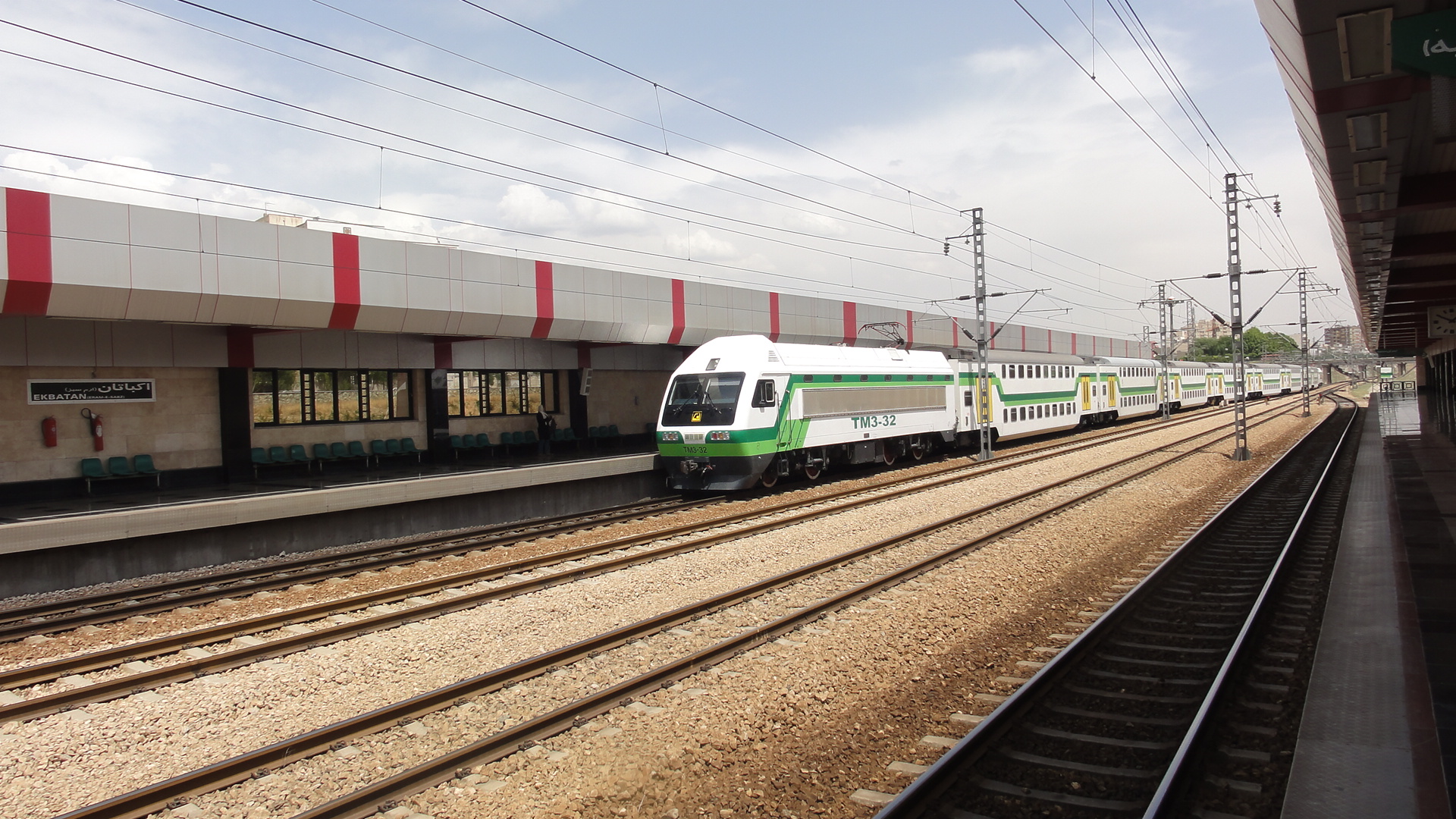
TM3形（2011年撮影）

### 客車

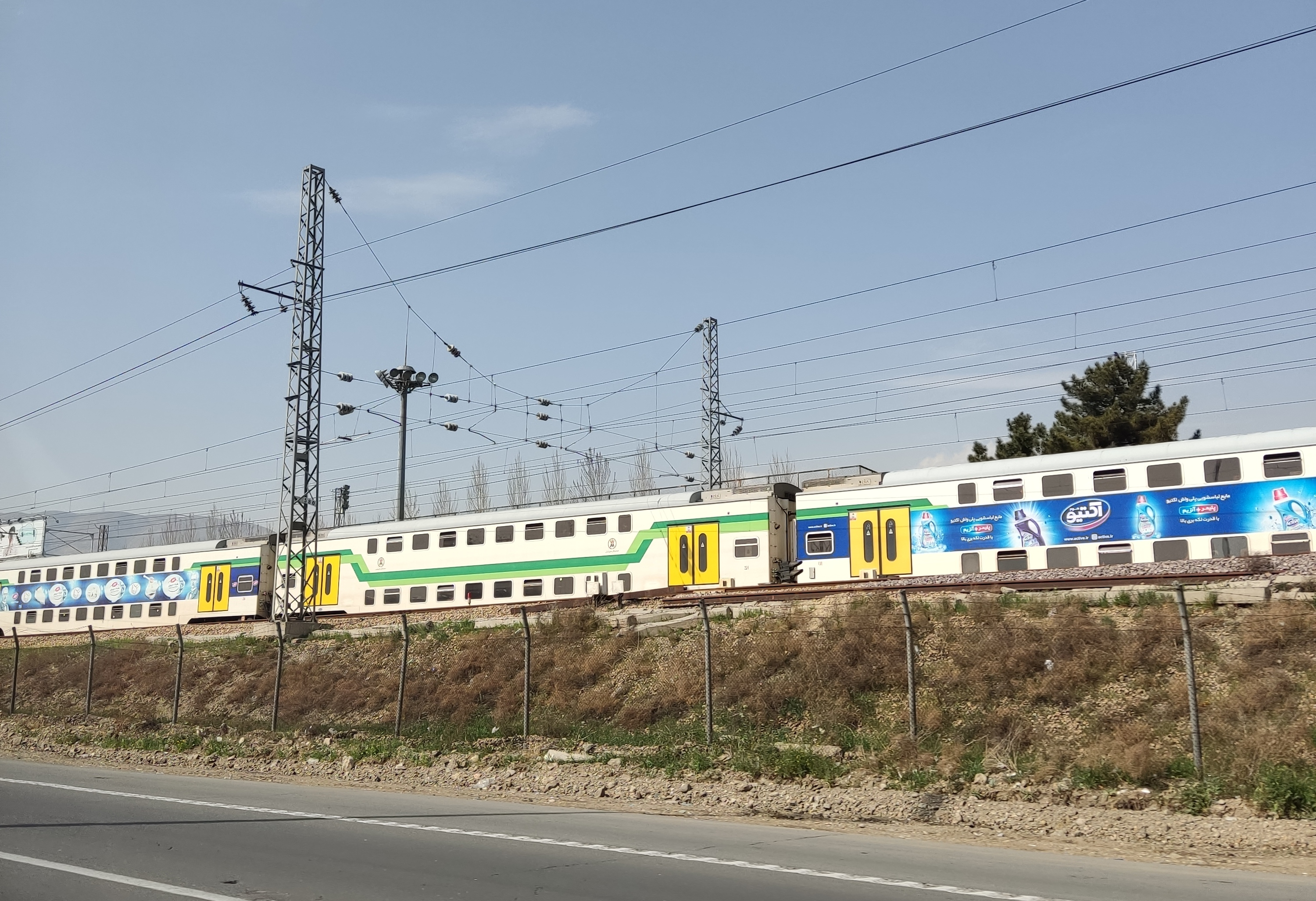
5号線の2階建て客車（2022年撮影）

テヘラン・メトロ5号線で使用されている客車は、中国の鉄道車両メーカーが製造した2階建て車両で、2両の電気機関車の間に10両が連結される。各車両とも国際基準に準拠した構造になっている他、車内には冷暖房が搭載されている。屋根に設置されたユニットクーラーや電気制御方式の両開き扉の稼働などに用いられる電力は、編成前後に連結された機関車に搭載された電源から供給される（集中電源方式）。
これらの客車のうち、2003年に中国北車長春軌道客車股份有限公司（現：中国中車長春軌道客車股份有限公司）が製造した車両の諸元は以下の通りである。

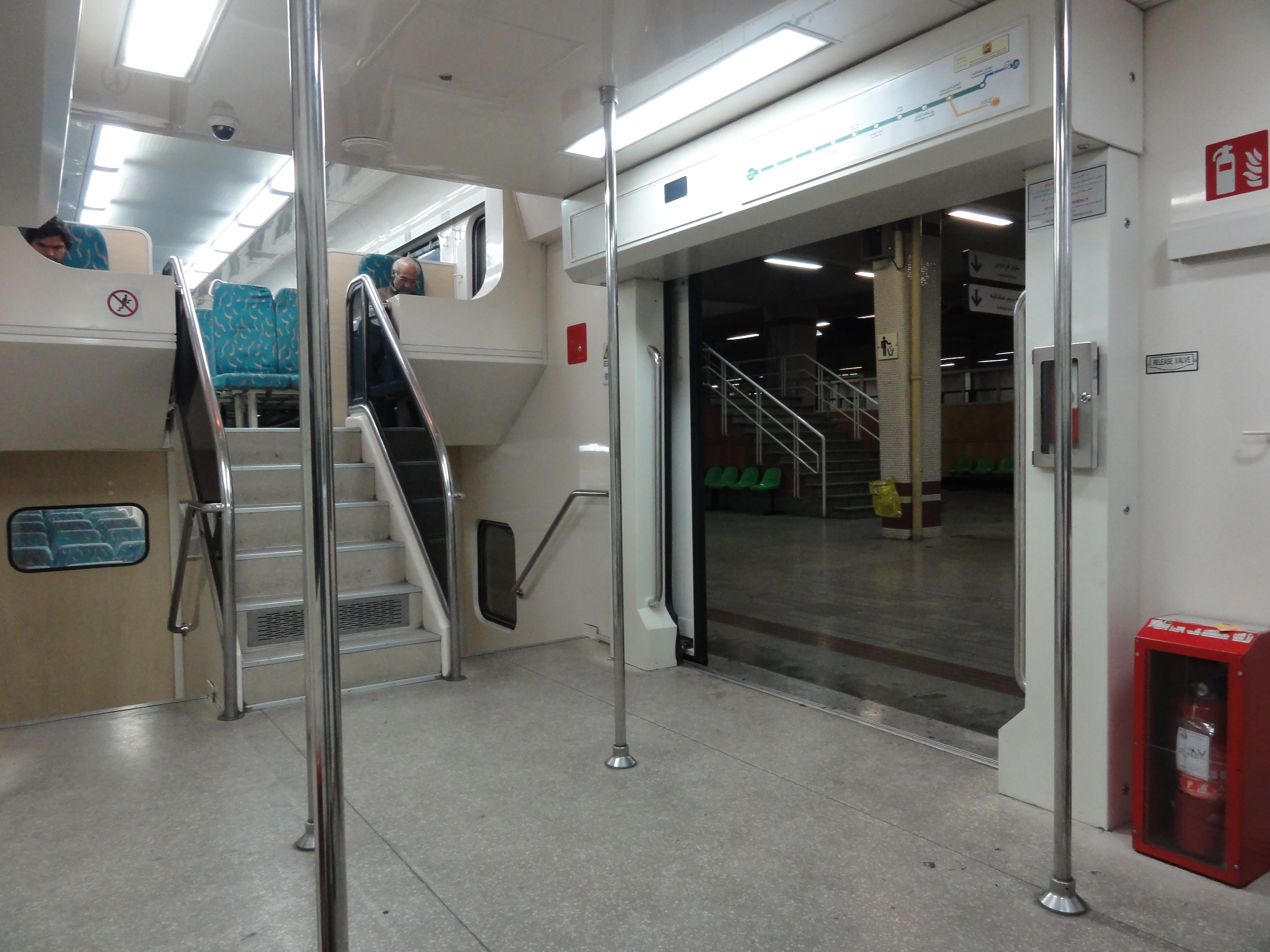
車内

| 主要諸元 | 主要諸元 | 主要諸元 | 主要諸元    | 主要諸元    |
| 製造年   | 軌間     | 定員     | 参考        | 参考        |
| -------- | -------- | -------- | ----------- | ----------- |
| 2003     | 1,435mm  | 172人    | [ 8 ] [ 9 ] | [ 8 ] [ 9 ] |
| 全長     | 全幅     | 全高     | 重量        | 最高速度    |
| 25,500mm | 3,104mm  | 4,750mm  | 52.7t       | 140km/h     |